# Aeroportul Makemo
Aeroportul Makemo (IATA: MKP, ICAO: NTGM) este un aeroport din Polinezia Franceză, Franța. Aeroportul a fost tranzitat în 2022 de 9.193 de pasageri.
Situat la o altitudine de 5 m, aeroportul dispune de o singură pistă.